# Список великих магистров ордена тамплиеров (после 1314 года)
Список великих магистров ордена тамплиеров (после 1314 года) — содержащийся в так называемой Хартии Лармениуса и обнародованный в 1804 году список великих магистров Ордена тамплиеров после казни в 1314 году последнего достоверного великого магистра Жака де Моле.

## Хартия Лармениуса
Хартия Лармениуса или Carta Transmissionis («Хартия передачи») — рукопись, якобы написанная Жан-Марком Лармениусом в феврале 1324, содержащая список из 22 последовательных великих магистров ордена тамплиеров после Жака де Моле, и оканчивающаяся 1804 годом на имени Бернара-Раймона Фабре-Палапра, который фигурирует последним в этом списке и который обнародовал эту хартию в 1804 году. Английский перевод Хартии Лармениуса был опубликован в 1830 году. В настоящее время документ хранится в Mark Masons Hall в Лондоне.

### Содержание
В документе Лармениус утверждает, что звание великого магистра Ордена Тамплиеров было устно передано ему десять лет назад (в марте 1314 года) находившимся с 13 октября 1307 года в заключении Жаком де Моле, последним великим магистром тамплиеров. Сам Лармениус был родившимся в Палестине христианином, который стал членом Ордена Храма в последние годы крестовых походов. Позже, он был прецептором тамплиеров на Кипре после того, как тамплиеры перебрались туда в 1295 году, покинув Святую Землю после падения Акры в 1291 году. Затем Лармениус был назначен сенешалем тамплиеров (вторая должность в структуре ордена) в 1305 году, когда де Моле был обманом вызван в Париж для встречи с королём Филиппом IV Французским и папой Климентом V.

### История
В документе, Лармениус указывает, что достигнув 70-летнего возраста, стал слишком старым, чтобы продолжать со строгим требованиям исправлять должность великого магистра, и «передаёт» её Франсуа-Тома-Тибо, приору приората тамплиеров, всё ещё оставшегося в Александрии, Египет. С помощью этой декларативной хартии, Лармениус сохранил линию законных великих магистров Ордена Тамплиеров, существовавших в «тёмный период» истории Ордена до тех пор, пока на Генеральном конвенте Ордена в Версале в 1705 году Филипп герцог Орлеанский был избран великим магистром Ордена Тамплиеров..
Возрождённый в 1705 году орден был распущен в 1792 году во время Французской революции после смерти его великого магистра герцога Тимолеона де Коссе-Бриссак, убитого в Версале. Часть его мебели была куплена братом Ледрю (Ledru), сыном врача де Коссе-Бриссака, который и обнаружил Хартию Лармениуса, скрытую внутри неё, и показал её Б. Р. Фабре-Палапра в 1804 году

### Критика
На основе анализа текста хартии, написанной, по-видимому, более современной, научной латынью, а не использовавшейся в период её предполагаемого происхождения, а также исходя из обстоятельств нахождение хартии, большинство исследователей пришли к выводу, что хартия является подделкой. Предполагают, что это работа иезуита по имени отец Bonani, который помогал Филиппу II, герцогу Орлеанскому в 1705 году сфабриковать её. Некоторые исследователи полагают, что документ был изготовлен самим якобы обнаружившим его Ледрю.

## Список великих магистров ордена тамплиеров (после 1314 года)
| №   | Герб | Великий Магистр | Даты правления                  |
| --- | ---- | --- | ------------------------------- |
| 24. |      | Жан-Марк Лармениус Иерусалимский (Johannes Marcus Larmenius Hierosolymitanus / Jean-Marc Larmenius; ок. 1254 — не ранее 13.02.1324)                                             | 18 марта 1314 — 13 февраля 1324 |
| 25. |      | Франсуа-Тома-Тибо Александрийский (Franciscus Thomas Theobaldus Alexandrinus / François-Thomas-Thibaut (Théobald) d’Alexandrie)                                                 | 13 февраля 1324—1340            |
| 26. |      | Арно де Брак (Arnulphus De Braque / Arnould de Braque) | 1340 — 1349                     |
| 27. |      | Жан де Клермон (Joannes Claromontanus / Jean de Clermont; ок. 1320 — 19.09.1356)                                                                                                | 1349 — 1356                     |
| 28. |      | Бертран дю Геклен (Bertrandus Gueselin / Bertrand du Guesclin; 1320 — 13.07.1380)                                                                                               | 1357 — 1380                     |
| 29. |      | Жан д’Арманьяк (Johannes Arminiacus / Jean d’Armagnac; ок. 1359 — 25.07.1391)                                                                                                   | 1381 — 1391                     |
| 30. |      | Бернар д’Арманьяк (Bernardus Arminiacus / Bernard d’Armagnac; ок. 1360 — 12.06.1418), брат предыдущего                                                                          | 1392 (1391) — 1418              |
| 31. |      | Жан д’Арманьяк II (Johannes Arminiacus II / Jean d’Armagnac; 15.10. 1396 — 05.11.1450), сын предыдущего                                                                         | 1419 (1418) — 1451              |
| 32. |      | Жан де Круа (Johannes Croyus / Jean de Croy). | 1451 (1450) — 1472              |
| -   |      | Бернар Имбо (Bernard Imbaultius / Bernard Imbault) | 1472 — 1478                     |
| 33. |      | Робер де Ленонкур (Robertus Lenoncurtius / Robert de Lenoncourt de Lorraine) | 1478 — 1497                     |
| 34. |      | Галеас де Салазар (Galeas de Salazar / Galéas de Salazar; ок. 1450 — 18.10.1503)                                                                                                | 1497 — 1516                     |
| 35. |      | Филипп де Шабо (Philippus Chabotius / Philippe de Chabot, seigneur de Brion et d’Aspremont, comte de Charny et de Buzançois; ок. 1492 — 01.06.1543)                             | 1516 — 1543                     |
| 36. |      | Гаспар де Со де Таванн (Gaspardus de Salciaco Tavanneusis / Gaspard de Saulx seigneur de Tavennes; 1509 — 19.06.1573)                                                           | 1544 — 1573                     |
| 37. |      | Анри де Монморанси, 3-й герцог де Монморанси (Henricus De Monte Morenciaco / Henri I de Montmorency, duc de Montmorency; 15.06.1534 — 02.04.1614)                               | 1574 — 1614                     |
| 38. |      | Шарль де Валуа герцог д’Ангулем (Carolus Valesius / Charles de Valois duc d’Angoulême; 28.04.1573 — 24.09.1650)                                                                 | 1615 — 1650                     |
| 39. |      | Жак Руксель де Гранси (Jacobus Ruxellius de Granceio / Jacques Rouxel, comte de Grancey et de Médavy; 07.07.1603 — 20.11.1680)                                                  | 1651 — 1680                     |
| 40. |      | Жак-Анри де Дюрфор, 1-й герцог де Дюра (Jacobus Henricus de Duroforti, dux de Duras / Jacques-Henri de Durfort, duc de Duras; 09.10.1625 — 12.10.1704)                          | 1681 — 1704                     |
| 41. |      | Филипп герцог Орлеанский (Philippus, dux Aurelianensis / Philippe duc d’Orléans; 02.08.1674 — 02.12.1723)                                                                       | март 1705—1723                  |
| 42. |      | Луи-Огюст де Бурбон, герцог дю Мэн (Ludovicus.Augustus Borbonius, dux du Maine / Louis Auguste de Bourbon, duc du Maine; 31.03.1670 — 14.05.1736)                               | 1724 — 1736                     |
| 43. |      | Луи-Анри де Бурбон, 7-й принц де Конде (Ludovicus Henricus Borbonius Condœus / Louis Henri de Bourbon, 7e prince de Condé; 18.08.1692 — 27.01.1740)                             | 1737 — 1740                     |
| 44. |      | Луи-Франсуа де Бурбон, 5-й принц де Конти (Ludovicus Franciscus Borbonius Conty / Louis François de Bourbon, 5e prince de Conti; 13.08.1717 — 02.08.1776)                       | 1741 — 1776                     |
| 45. |      | Луи-Эркюль-Тимолеон де Коссе, 3-й герцог де Бриссак (Ludovicus Henricus Timoleo de Cossé-Brissac / Louis Hercule Timoléon de Cossé, 3e duc de Brissac; 14.02.1734 — 09.09.1792) | 1776 — 1792                     |
| -   |      | Клод-Матьё Ради де Шевийон (Claudius Mathæus Radix de Chevillon / Claude-Matthieu Radix de Chevillon)                                                                           | 1792 — 1804                     |

## Список великих магистров ордена тамплиеров (после обнародования хартии Лармениуса)
| Глава ордена | Даты правления                                             | Примечания |
| --- | ---------------------------------------------------------- | --- |
| Бернар-Раймон Фабре-Палапра (Bernardus Raymundus Fabre / Bernard-Raymond Fabré-Palaprat; 29.05.1773 — 18.02.1838)                | 04 ноября 1804—1812/1813                                   | Считается 46-м великим магистром. В 1812 г. отрёкся, и в 1813 г. Великий Конвент принял его отставку. |
| Шарль-Антуан-Габриель, герцог де Шуазёль (Charles-Antoine-Gabriel, Duc de Choiseul)                                              | 1813 — 1813                                                | Великий магистр. Считается диссидентом, и в официальной нумерации великих магистров указывается без номера. |
| Шарль-Луи-Давид Ле Пельтье (Charles-Louis-David Le Pelletier, comte d’Aunay: 1750—1831)                                          | 1813 — 1827                                                | Считается 47-м великим магистром. |
| Бернар-Раймон Фабре-Палапра (Bernard-Raymond Fabré-Palaprat; 29.05.1773 — 18.02.1838)                                            | 1827 — 1837/1838                                           | Повторно занимал пост как 48-й великий магистр. |
| Исполнительная комиссия Великого Конвента ордена (La Commission Exécutive du Grand-Convent Central et Primitif de l’Ordre)       | 1837 — 1838                                                | Возглавлял Исполнительную комиссию прежний великий магистр Шарль-Антуан-Габриель, герцог де Шуазёль , . |
| Уильям Сидней Смит (Sir William Sidney Smith; 21.06.1764 — 26.05.1840)                                                           | 1839 — 1840                                                | Ранее великий приор Англии. Его избрание великим магистром не было признано французскими тамплиерами и в официальные списки великих магистров он не включается. |
| Шарль-Фортюн-Жюль Гоге (Charles-Fortune-Jules Guigues, comte de Moréton et de Chabrillan)                                        | 1838 (1839)— 1840 (1839)                                   | Избран регентом французскими тамплиерами, не признавшими избрание Сиднея Смита. |
| Жан-Мари Рауль (Jean-Marie Raoul, principe de Chinai)                                                                            | 1840 — 1850                                                | Регент. |
| Нарсиз Валери (Narcisse Valleray)                                                                                                | 1850 — 1866                                                | Регент. |
| А. Г. Х. Верноа (Dr. A. G. H. Vernois)                                                                                           | 1866 — 1892                                                | Регент. |
| Жозеф (Жозефен) Пеладан (Joseph (Joséphin) Péledan; 28.03.1858 — 27.06.1918)                                                     | 1892 — 1894                                                | По одним данным регент, по другим — великий магистр. |
| Международный Секретариат Тамплиеров (Secrétariat International des Templiers)                                                   | 13 ноября 1894—1934                                        | В этот период английские тамплиеры провозгласили Великим магистром короля Эдуарда VII . |
| Совет регентов (Conseil de regénce)                                                                                              | 01 октября 1934—1935                                       | Состоял из 6 человек. |
| Теодор Ковиас (Theodore Covias)                                                                                                  | 1935 (1933) — 1935                                         | Регент. |
| Эмиль-Клемент-Жозеф Исаак Ванденберг (Emile-Clement-Joseph Isaac Vandenberg; 07.08.1895 — 11.04.1943)                            | 08 августа 1935 (1934) / 01 октября 1936 — 23 декабря 1942 | Избран регентом в 1935 г., а в 1936 году — 49-м великим магистром. В связи с оккупацией Бельгии, сложил полномочия и передал архив ордена Великому Приору Португалии Антонио Кампело Пинто де Соуза Фонтес, которого назначил регентом . По другим данным, умер не в 1943, а в 1945 г., вскоре после того, как отрёкся от своего отречения. |
| Антонио-Кампело-Пинто де Соуза Фонтес (Antonio Campello Pinto de Sousa Fontes; 13.08.1878 — 15.02.1960)                          | 23 декабря 1942 — 15 февраля 1960                          | По другим данным, принял титул регента после смерти Ванденберга в 1945 г. Принц-регент. Фигурирует также как 50-й великий магистр. |
| Дон Фернан Кампелло Пинто Перейра де Соуза Фонтес (Dom Fernando Campello Pinto Pereira de Sousa Fontes; 19.02.1929 — 18.05.2018) | 1960 — 18 мая 2018                                         | Сын предыдущего. Назначен наследником и регентом своим отцом в 1948 г. В 1960 г. принял титул принца-регента. Официально принял титул 51-го великого магистра в 1990 г. при сохранении титула принца-регента. |

## Великие Магистры тамплиеров
Во второй половине XX столетия было создано несколько тамплиерских организаций, имеющих собственных великих магистров 

### Великие Магистры Международной Федерации Автономных Великих Приоратов IFA-OMCTH (International Federative Alliance-Ordo Militiae Christi Templi Hierosolymitani)
1. 1970—1989: Антон Здроевский[пол.] (General Antoni Józef Zdrojewski; 26.03.1900 — 13.05.1989)
2. 1989 — ? George Lamirand
3. 1999—2005: Don Fernando de Toro-Garland граф Val de Zuera барон de Gar
4. с 2005: Giorgio Paris

### Chef Mondial OSMTH-SKT (Ordo Supremus Militaris Templi / Scottish Knights Templar)
1. 1971—1980: барон Anton Otto Emile Leuprecht (†1980)
2. с 1980: Chev. Francis Andrew Sherry de Achaea

### Великие Магистры OSMTH/SR (Ordo Supremus Militaris Templi Hierosolymitani / Swiss Registry)
В ноябре 1995 года часть тамплиеров высказала недоверие Фернандо Пинто Перейра де Соуза Фонтесу, и окончательно отделилась от него, создав собственную организацию в ноябре 1996 года. 
1. ноябрь 1995—1996: Жозеф Эспозито (Colonel Joseph Esposito), избран великим коммандором Ордена
2. ноябрь 1996 (избран великим коммандором) / июль 1998 (избран великим магистром) — 2004: Рой Редгрейв[англ.] (Major-General Sir Roy Michael Frederick Redgrave; 16.09.1925 — 03.07.2011)
3. 2004 — 2010: Джеймс Кери (The Right Honorable Rear Admiral James Joseph Carey; род. 09.04.1939)
4. c 2010: Патрик Рей (бригадный генерал армии США)[26]